# Nekrasovka (metropolitana di Mosca)
Nekrasovka (in russo: Некрасовка) è una stazione della metropolitana di Mosca, capolinea orientale della linea 15. Inaugurata il 3 giugno 2019, la stazione serve l'omonimo quartiere di recente costruzione, situato al confine con la città di Ljubercy nella oblast' di Mosca.
Gli interni della stazione ricreano l'effetto di una notte stellata con la Luna: le colonne rivestite di ceramiche e metalli grigi e i pavimenti in granito grigio richiamano la pietra lunare, mentre le luci sul soffitto danno l'idea di trovarsi sotto un cielo stellato.